# Saint-Paul-sur-Ubaye

Saint-Martin-de-Brômes este o comună în departamentul Alpes-de-Haute-Provence din sud-estul Franței. În 1 ianuarie 2022 avea o populație de 195 de locuitori.